# Operazione Blue Star

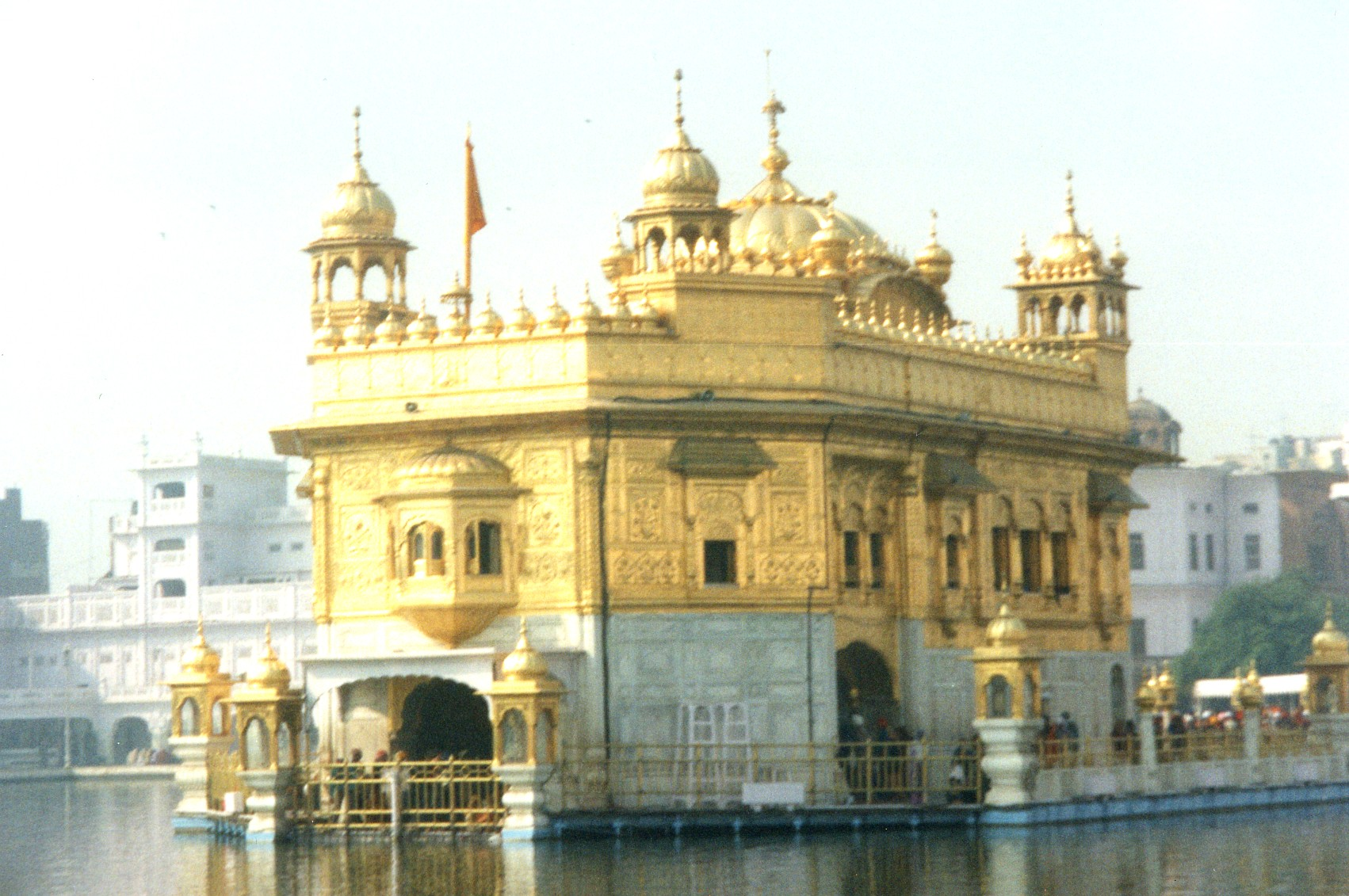
Il complesso del Tempio d'Oro

L'operazione Blue Star ("Stella Azzurra", 3-6 giugno 1984) fu un'operazione militare indiana ordinata da Indira Gandhi presso il Tempio d'Oro ad Amritsar, nello stato del Punjab, il luogo di culto più sacro dei sikh.

## L'operazione
Scopo dell'operazione era quello di eliminare i militanti rivoluzionari sikh, guidati dal leader Jarnail Singh Bhindranwale. Il 3 giugno fu imposto un coprifuoco di 36 ore sullo stato del Punjab. In quel periodo si commemorava il martirio di Guru Arjan, un'importante festa religiosa sikh.

### Panoramica
I militanti sikh dentro lo Harmandir Sahib, oltre che da Jarnail Singh Bhindranwale, erano guidati dall'ex Maggiore Generale Shabeg Singh (che era stato congedato dall'Esercito indiano nel 1976). Le truppe indiane erano invece guidate dal maggiore-generale Kuldip Singh Brar.
L'operazione fu intrapresa con il favore della notte. A causa dell'immensa potenza di fuoco e del sofisticato armamento dell'Esercito indiano, ci si attendeva che l'operazione fosse rapida; l'esercito invece subì pesanti perdite.

### Ore 20:00-22:00
Il primo compito delle truppe indiane fu la distruzione delle difese esterne di Shabeg Singh. Gran parte di questa fu portata a termine negli scontri a fuoco preliminari. Il generale Brar aveva sperato di spaventare Jarnail Singh Bhindranwale e i suoi per indurli ad arrendersi, il che però non accadde. Le difese esterne dei sikh includevano le diciassette case che la polizia riteneva occupate dai seguaci di Bhindranwale nei viali che circondavano il Tempio d'Oro. Esse erano tutte in contatto radio con la postazione di comando di Shahbeg Singh nell'Akal Takht.
Accanto a questo vi era Brahmbuta Akhara, un grande edificio che ospitava la sede principale di una setta sikh. Poi c'erano tre torri principali che erano state fortificate per ricavare posizioni dalle quali gli uomini di Bhindranwale potessero sparare dentro il complesso del Tempio d'Oro. Poiché si levavano ben al di sopra degli edifici circostanti, le torri erano eccellenti postazioni di osservazione per individuare i movimenti delle truppe indiane negli stretti viali che circondavano il tempio. Le cime di queste torri vennero spazzate via dal fuoco d'artiglieria iniziale.

### Ore 22:00-23:30
Fra le 22 e le 22:30 del 5 giugno, ai commando del 1º Battaglione (il reggimento paracadutisti) fu ordinato di correre giù per le scale sotto la torre dell'orologio e attraverso il parikrama, o lastricato, di voltare a destra e di aggirare più rapidamente possibile il bordo della cisterna sacra in direzione dell'Akal Takht. Ma mentre i paracadutisti entravano attraverso la via d'accesso principale verso il tempio furono abbattuti dal fuoco dei militanti armati di mitragliatrici leggere, che si stavano nascondendo sui due lati della scale che conducevano al parikrama. I pochi commando che riuscirono a scendere le scale furono ricacciati indietro da una barriera di fuoco proveniente dall'edificio sul lato sud del laghetto sacro. Nella sala di controllo, in una casa sul lato opposto della torre dell'orologio, il maggiore generale Brar con due dei suoi ufficiali di supporto stava aspettando di sentire che i commando avevano occupato posizioni all'interno del complesso.
I pochi commando sopravvissuti si raggrupparono nella piazza all'esterno del tempio e fecero rapporto al maggiore generale Brar. Egli mandò loro dei rinforzi e ordinò di fare un altro tentativo per entrare. I commando dovevano essere seguiti dal 10º Battaglione delle guardie comandato dal tenente colonnello Israr Khan. Il secondo attacco dei commando riuscì a neutralizzare le postazioni delle mitragliatrici su entrambi i lati delle scale e a scendere fino al parikrama. Essi furono seguiti dalle Guardie, che finirono però inchiodate sotto il fuoco nemico e non furono in grado di avanzare. Chiesero quindi via radio il permesso di rispondere al fuoco contro gli edifici sull'altro lato della cisterna. Questo avrebbe significato che lo stesso Tempio d'Oro, che è al centro della cisterna, si sarebbe trovato sulla linea del fuoco, con tutte le conseguenze facilmente immaginabili. Brar inizialmente rifiutò, ma poi cominciò a ricevere messaggi dal comandante delle Guardie che riferivano di pesanti perdite.

### Ore 23:30-01:00
Brar rinnovò la richiesta di carri armati, dopo che un veicolo blindato mandato all'interno era stato distrutto da un razzo sparato da un militante sikh. Questa volta la sua richiesta fu accolta. Secondo i resoconti dei testimoni oculari, non meno di 20 carri armati furono portati nel parikrama e schierati sul lato orientale. Secondo talune fonti, la pavimentazione di marmo del parikrama fu distrutta. Furono sparati un totale di 90 proiettili e i separatisti furono abbattuti dall'Esercito indiano. In seguito si scoprì che il Sacro Tempio aveva più di 300 fori di pallottole.

## Conseguenze
In base alla dichiarazione giurata resa dal Brigadier Generale in pensione D.V. Rao nel tribunale di Harjit Singh Khalsa, magistrato giudicante di prima classe, ad Amritsar, il 19 marzo 2007, l'Esercito indiano subì 83 morti, che includevano 4 ufficiali, 4 sergenti maggiori e 75 di altri gradi. In base all'affidavit, 13 ufficiali dell'Esercito indiano, 16 sergenti maggiori e 220 di altri gradi rimasero feriti nell'operazione.. Tutte le persone dentro il tempio vennero uccise, tutti compresi i civili. Durante il giugno del 1984, Il Brigardier Generale D.V. Rao prestò servizio come Comandante di una Brigata di Fanteria di 350 uomini di stanza a Jalandhar, che formavano parte della Nona Divisione di Fanteria dell'Esercito indiano. Secondo altri, le cifre non ufficiali delle vittime registrate dai resoconti dei testimoni oculari potrebbero essere molto più elevate.
L'operazione del 1984 portò come rappresaglia da parte dei sikh all'assassinio del Primo Ministro Indira Gandhi. Il 31 ottobre di quell'anno, infatti, due dei suoi ufficiali sikh della sicurezza le spararono a morte. L'assassinio della signora Gandhi scatenò in tutto il paese sommosse anti-sikh, presumibilmente organizzate dai leader del Congresso Jagdish Tytler, Sajjan Kumar e H.K.L. Bhagat, tra gli altri. Le numerose uccisioni di sikh che ne seguirono, principalmente nella capitale nazionale Delhi e in altre importanti città del Nord dell'India, condussero ad una profonda frattura tra i sikh e il Governo indiano, che continua con episodi distanti tra di essi.
Anche il generale A. S. Vaidya, capo di stato maggiore dell'Esercito indiano al tempo dell'operazione Blue Star, fu assassinato nel 1986 a Pune da due sikh, Sukhdev Singh Sukha e Harjinder Singh Jinda. Entrambi furono condannati a morte e impiccati il 7 ottobre 1992.